# Hertsön (ö)

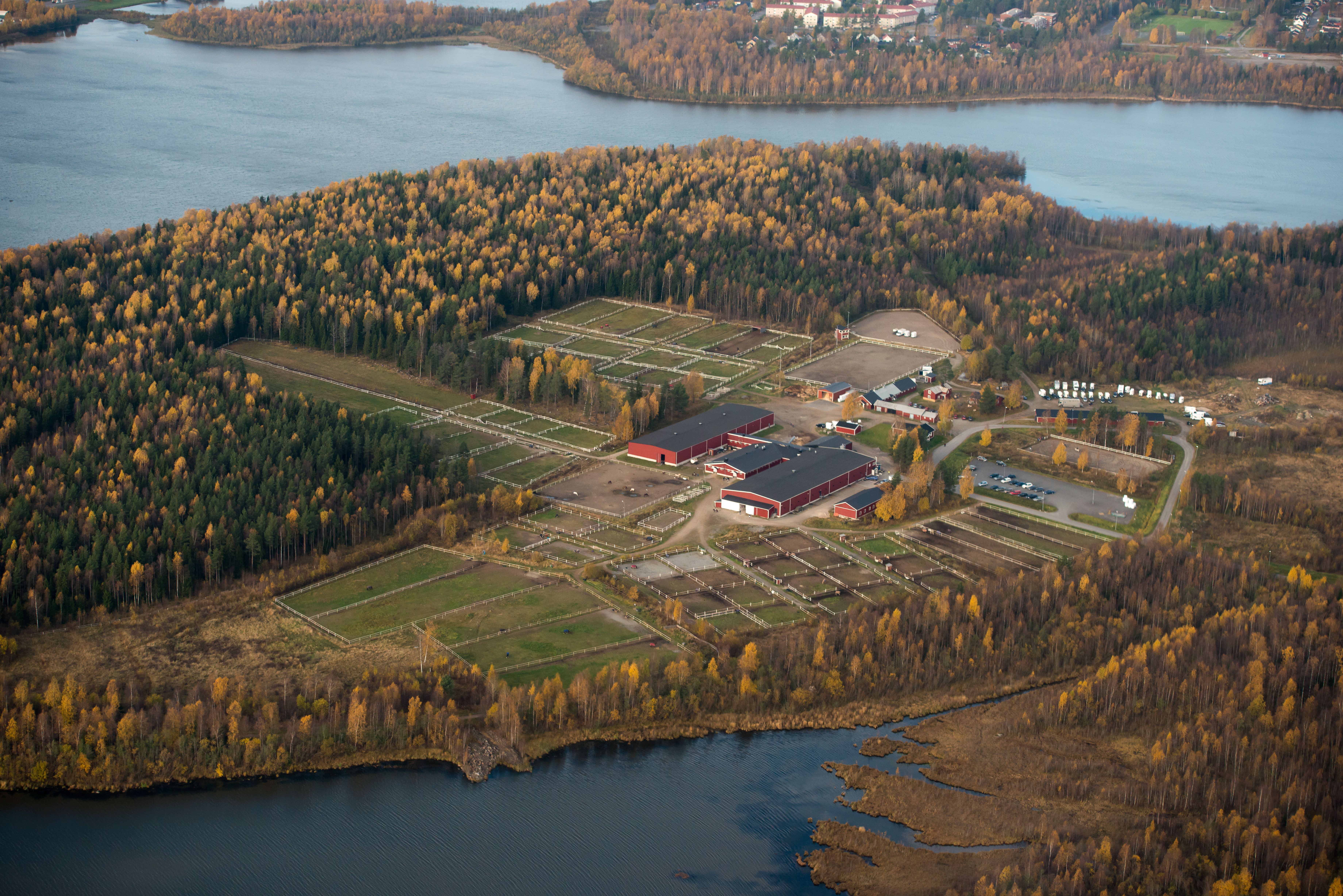
Luleå Ridklubb på Hertsön.

Hertsön var fram till december 2014 en ö i Bottenviken, Norrbotten, som delvis upptas av Luleås östra stadsdelar. Efter uppdatering av SCBs regelverk för definitionen av öar, så uppfyllde dock inte Hertsön längre villkoren för att kallas en ö, alla vattendrag runt Hertsön uppfyller inte kravet på att vara minst sex meter breda. Landhöjningen har gjort att Hertsön har vuxit samman med de tidigare öarna Svarön, Mulön, Granön och Björkön. Hertsölandet/Svartölandet i dess helhet har i sin tur mer eller mindre förenats med fastlandet, sånär som på den delvis grävda Lulsundskanalen.
Hertsön skiljs från fastlandet av Gråsjälfjärden, Skurholmsfjärden, Lulsundskanalen, Björkskatafjärden, Björsbyfjärden, Sinksundet, Sörfjärden och Granöfjärden.

## Stadsdelar på Hertsölandet/Svartölandet
- Björkskatan
- Bredviken
- Hertsön (bostadsområde)
- Kronan
- Lerbäcken
- Lulsundet
- Malmudden
- Ormberget
- Skurholmen
- Lövskatan
- Svartölandet med SSAB:s stålverk och Luleå malmhamn.
- Svartöstaden
- Örnäset

## Annan bebyggelse på Hertsön
- Lövskär
- Björknäs och Harrviken
- Likskär (på Mulön)
- Sandlåbodarna (på Granön)